# أقصليس ماعزي

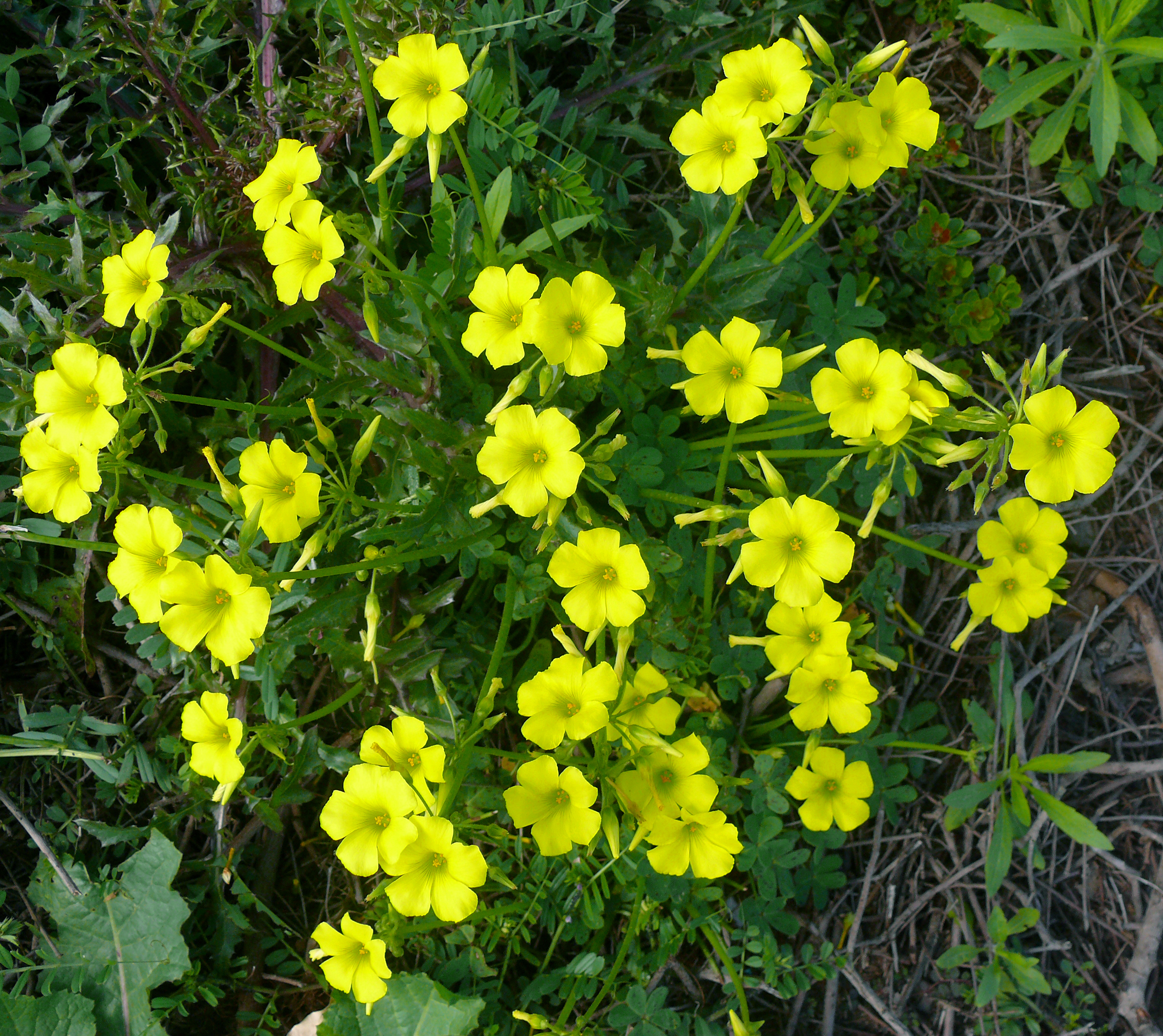

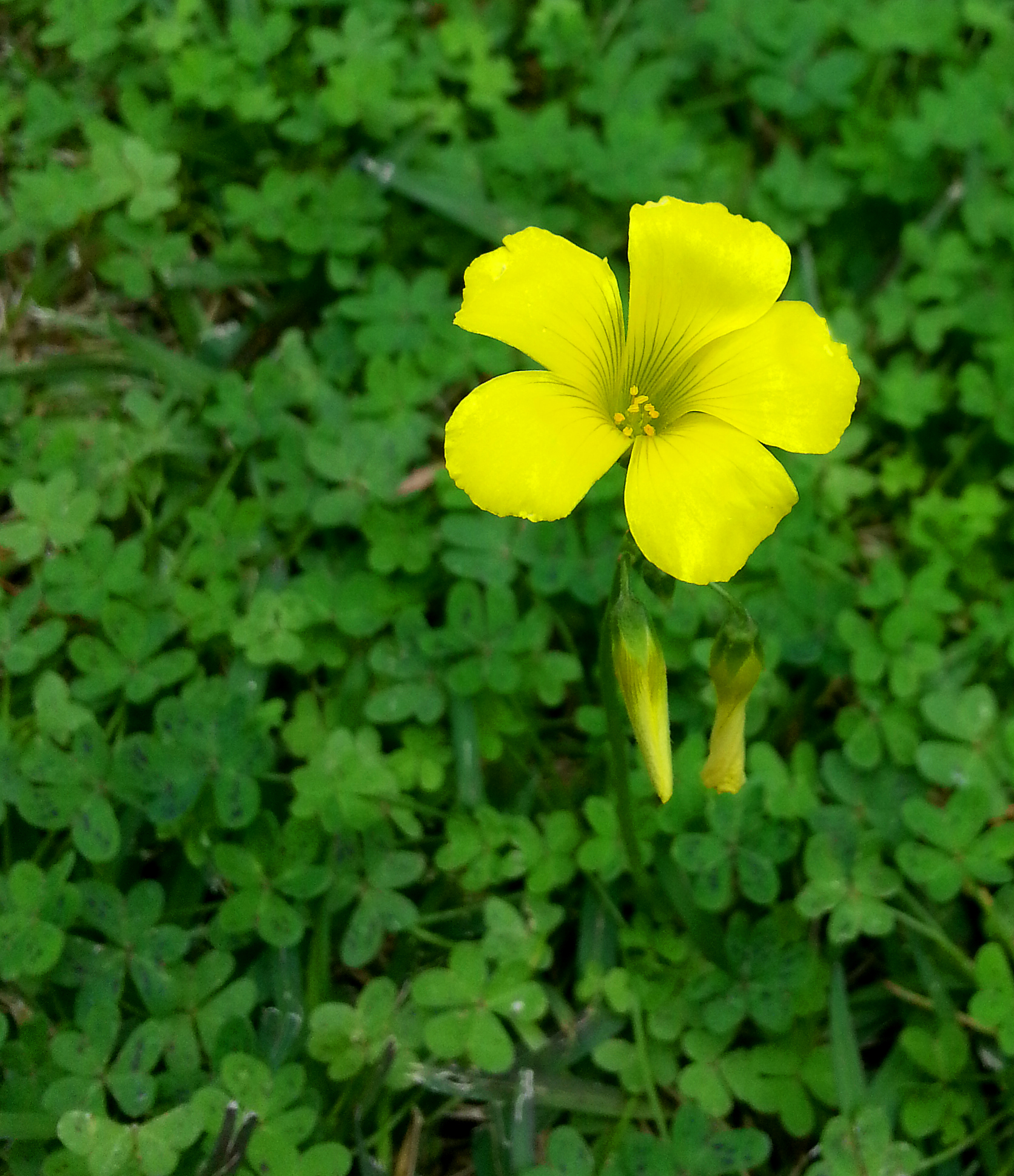

أقصليس ماعزي أو حميضة ماعزية (الاسم العلمي: Oxalis pes-caprae) هو نوع من النباتات يتبع جنس الأقصليس من الفصيلة الحماضية.

## صور

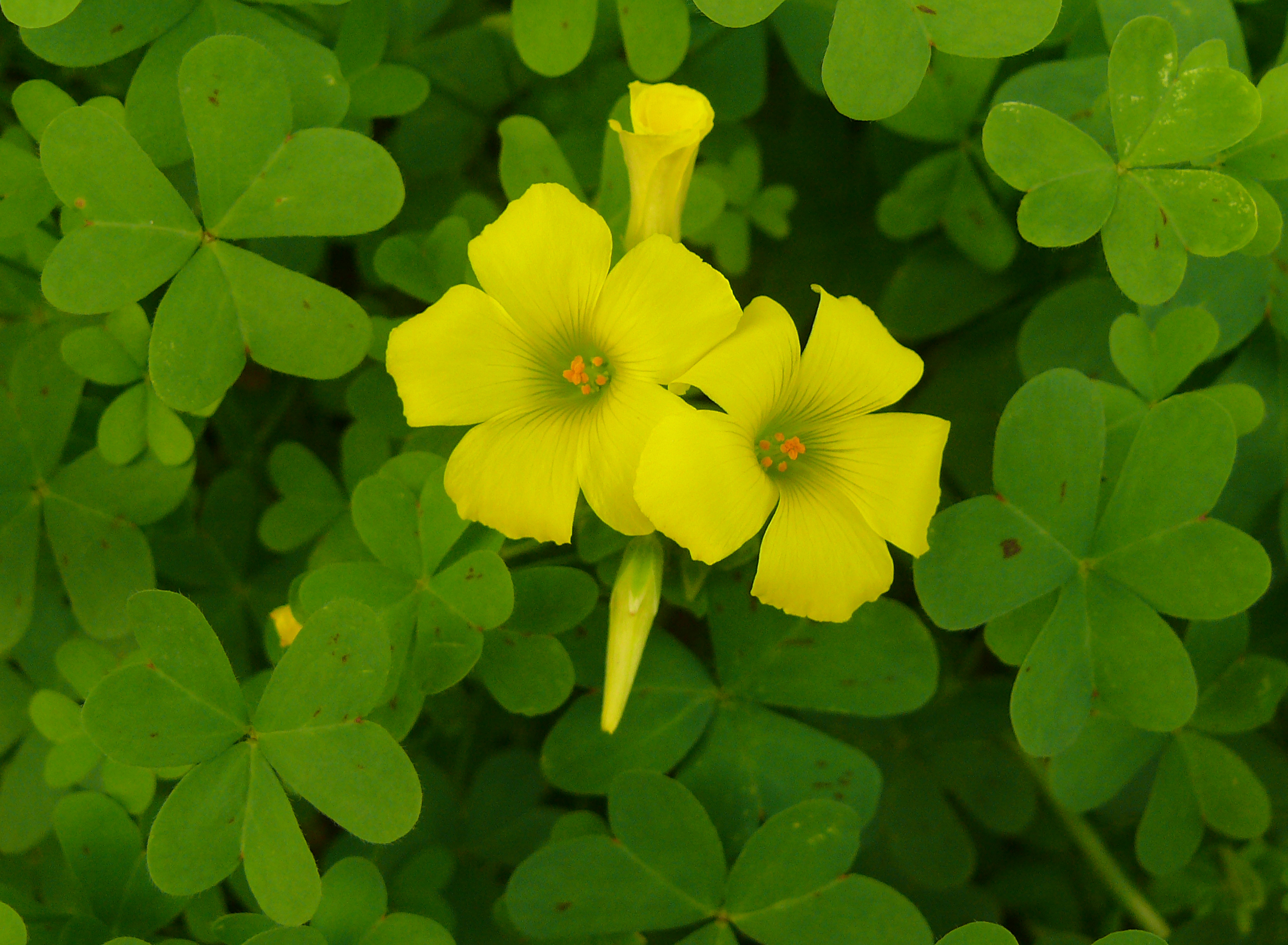
الزهور والأوراق
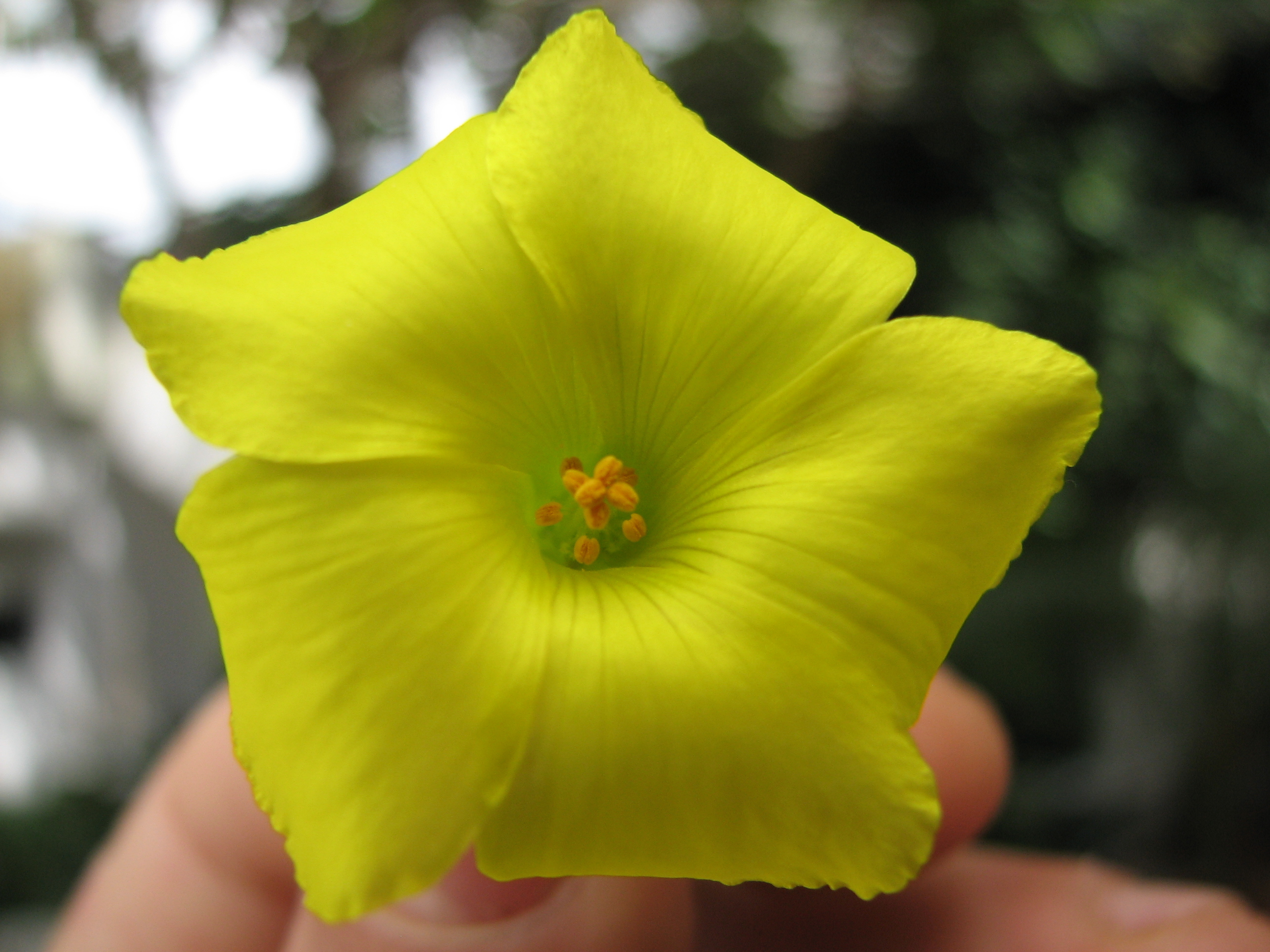
تفاصيل الزهرة
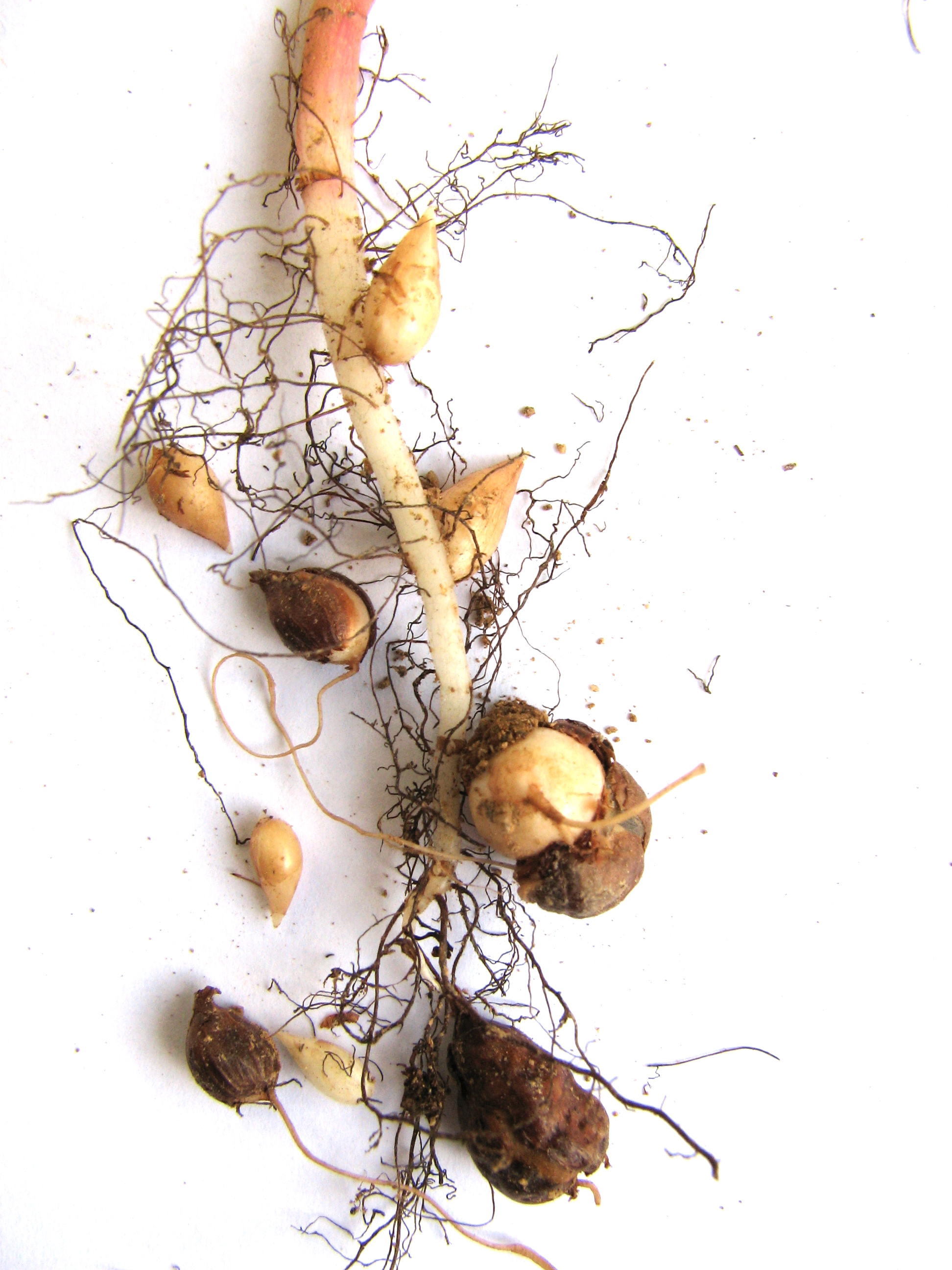
البصيلات والجذور
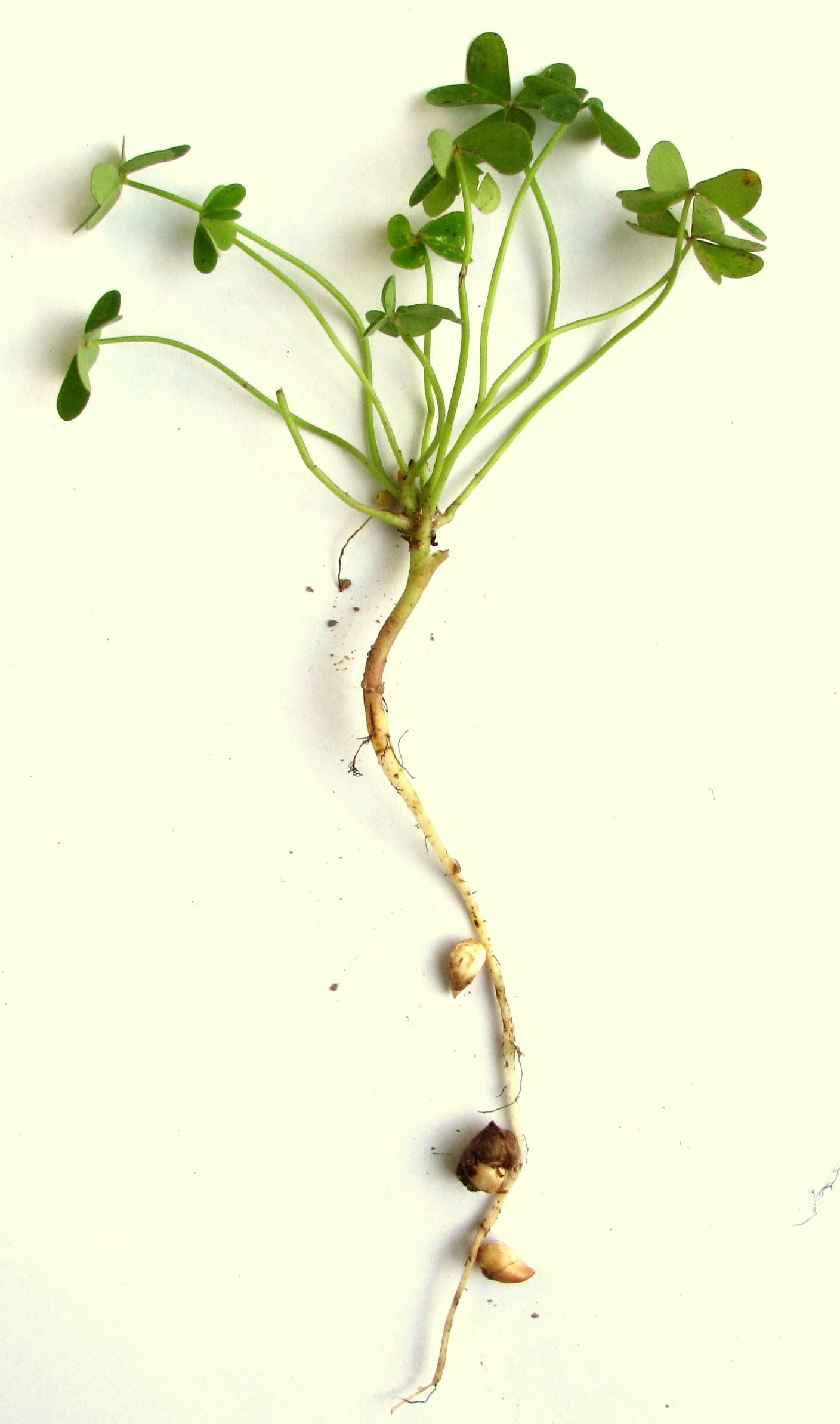
النبتة كاملة
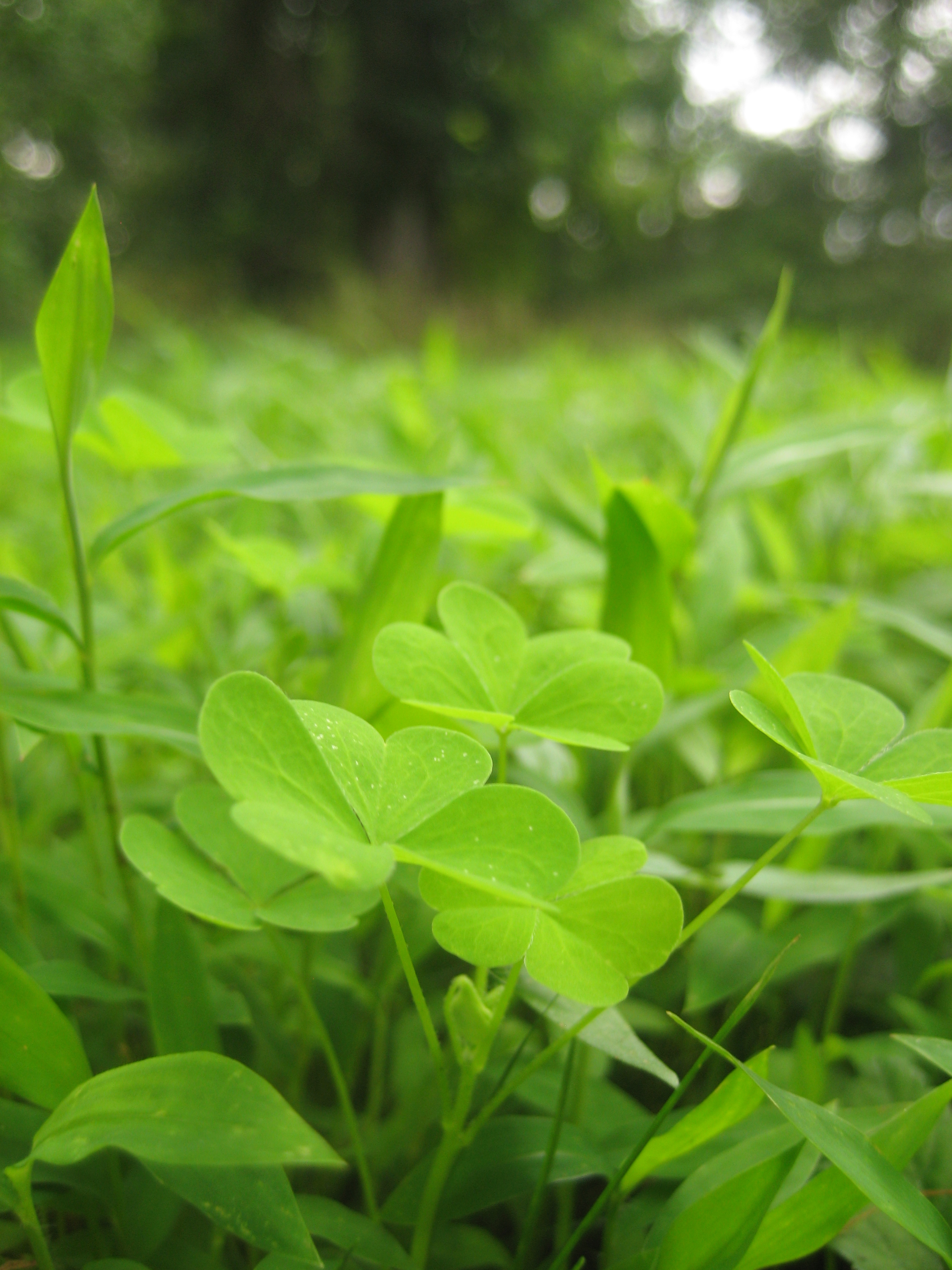
الأوراق